# Quarticciolo (Sant'Angelo Romano)
Quarticciolo ("Quarticciolu" localmente) è una frazione del comune di Sant'Angelo Romano, della Città metropolitana di Roma Capitale.

## Dati principali
Si trova ad un'altitudine di circa 130 metri sul livello del mare ed è popolata da 172 abitanti. La frazione confina ad ovest con il comune di Mentana e a nord con la frazione Pantano del comune di Sant'Angelo Romano..
Si tratta di una zona esclusivamente residenziale da cui si accede dalla strada provinciale Palombarese, al km 25,500 circa.